# Quarto protocollo
Quarto protocollo (The Fourth Protocol) è un film del 1987 diretto da John Mackenzie.
Il soggetto è tratto dall'omonimo romanzo di Frederick Forsyth.

## Trama
Nel 1968, Stati Uniti, Regno Unito e Unione Sovietica firmano un trattato di non proliferazione nucleare, sottoscrivendone una parte segretissima, classificata come "quarto protocollo" che vieta l'impiego non convenzionale delle armi nucleari. Ma c'è qualcuno che briga per violare appunto questa parte, in un'epoca in cui, malgrado ogni inverosimiglianza, l'assemblaggio dei vari elementi componenti di una bomba atomica di un kilotone è operazione non difficile, destinata a far saltare in aria tutto ciò che può esservi su due chilometri quadrati di territorio. Quel qualcuno è un generale, presidente del KGB, per il quale una esplosione in una base americana in terra britannica, facilmente attribuibile ad un incidente occorso alle testate americane stoccate presso la base, sarebbe ideale a scatenare un'ondata di risentimento contro gli Stati Uniti.
L'incarico di realizzare l'operazione materialmente spetterà alla spia Valerij Petrovskij, che assume l'identità di James Edward Ross per poter circolare liberamente in Gran Bretagna; per ordine diretto, Ross/Petrovskij deve anche eliminare tutti coloro che sanno anche solo una minuscola frazione del piano, si tratti dei corrieri che portano i pezzi della bomba o dell'autista che lo accompagna alla partenza.
In Inghilterra, Ross sarà contrastato da John Preston, agente dell'MI5 (la sezione dell'intelligence britannica responsabile della sicurezza interna); questi è però ostacolato da Brian Harcourt-Smith, vicedirettore dell'agenzia che lo avversa; così il direttore Sir Bernard Hemmings, malato terminale e costretto a delegare la gestione quotidiana dell'agenzia al suo vice, lo fa aiutare dal collega Sir Nigel Irvine, direttore dell'MI6 (la sezione che si occupa delle operazioni all'estero); tra agenti doppiogiochisti inconsapevoli, giochi politici e talpe, Preston riuscirà a fermare Ross, ma non a prenderlo vivo; il russo viene ucciso per un tacito accordo tra il direttore Irvine e il generale Karpov, membro del KGB che ha intuito l'operazione clandestina (non autorizzata ufficialmente dai vertici dell'agenzia, poiché il direttore ha nemici nel Politburo e nella sua stessa agenzia, tra cui lo stesso Karpov); Karpov ha sabotato indirettamente il piano facendo scoprire Petrovskij, in cambio della sua morte; così può accusare i responsabili e candidarsi alla poltrona di direttore del KGB.